# Karl Wilhelm Naundorff

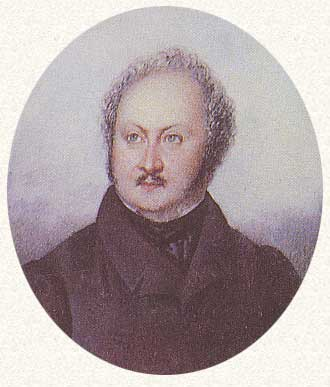
Karl Wilhelm Naundorff

Karl Wilhelm Naundorff (auch Naundorf; * 1785?; † 10. August 1845 in Delft) war ein deutscher Uhrmacher, der bis zu seinem Tod behauptete, Ludwig XVII. von Frankreich zu sein, und als Thronprätendent auftrat.

## Leben
Im Jahr 1810 wurde er preußischer Bürger in Spandau. 1821 zog er nach Brandenburg an der Havel um. Dort wurde er zunächst der Brandstiftung beschuldigt und 1824 für drei Jahre wegen Fälschung und Betrugs inhaftiert.
Nach seiner Entlassung ging er um das Jahr 1827/1828 nach Gassen, wo er sich bereits als Herzog der Normandie ausgab. Naundorff gab an, aus Paris nach Amerika entführt und wieder zurückgebracht worden zu sein. Beweise dafür lieferte er keine.
Er ging am 26. Mai 1833 von Sachsen kommend nach Paris und behauptete, dass er Karl Ludwig, der zweite Sohn des Königs Ludwig XVI. und der Marie Antoinette, sei. Eine Frau Simon habe ihn entführt und in das Haus der Joséphine de Beauharnais gebracht, wo er später an die normannischen Edelmänner Frotté und Ojardias übergeben wurde. In den Temple hätten sie statt seiner einen kranken, ihm sehr ähnlichen sehenden Jungen gelegt, der bald darauf verstorben sei. Trotz einer von vielen bestätigten äußerlichen Ähnlichkeit mit den Angehörigen des Hauses Bourbon gelang es ihm nicht, seine Identität als Dauphin nachzuweisen. Es konnte jedoch auch nicht bewiesen werden, dass er ein Betrüger war. Er galt als ehrenhaft, sensibel und übte ein Handwerk aus. Um seinen Anspruch zu untermauern, behauptete er zudem, er habe wie alle Könige Frankreichs die Gabe, Kranke durch Berührung zu heilen (Königsheilung).
Am 13. September 1833 traf er sich mit dem Seher Ignaz Martin, der Ludwig XVIII. bereits 1816 verkündet habe, dass ein legitimer Sohn seines Bruders existiere. Martin erkannte in Naundorff den Dauphin, ebenso wie einige Zeugen, die diesen seit seiner Geburt betreut hatten, wie Agathe de Rambaud, das ehemalige Kindermädchen Ludwigs XVII.
1834 wurde er in Paris als Gegenpart vorgestellt, als der Baron de Richemont seinen Anspruch auf den Thron erhob. Obwohl Naundorff kaum Französisch sprach, gelang es ihm, bei der Verhandlung einige Mitglieder des Hofes von Ludwig XVI. von seinem Anspruch zu überzeugen. Er sprach zu ihnen so, als kenne er sie aus seiner Kindheit und es gelang ihm, auf die meisten Fragen eine richtige Antwort zu geben. Marie Thérèse Charlotte, die älteste Schwester des Prinzen Ludwig, erkannte jedoch auf einem ihr vorgelegten Bild keinerlei Ähnlichkeiten mit ihrem Bruder und lehnte es ab, Naundorff zu sehen. 1836 forderte Naundorff Marie Thérèse auf, ihm Eigentum auszuhändigen, das eigentlich ihm gehöre. Daraufhin inhaftierten ihn die Polizeikräfte des Königs Ludwig Philipp und deportierten ihn nach England. Dort versuchte er erfolglos, eine Bombe zu bauen. Dann erklärte er, am 1. Januar 1840 wieder den Thron besteigen zu wollen. Als das Datum verstrich, verlor er die Mehrzahl seiner Unterstützer.
Er kam schließlich nach Holland, wo er sich in Delft niederließ. Es heißt, er sei dort am 10. August 1845, dem Jahrestag der Entthronung Ludwigs XVI. (10. August 1792), möglicherweise an einer Vergiftung gestorben. Er hatte auch dort Anhänger, denn auf seinem Grab steht: „Hier ruht Ludwig XVII. König von Frankreich“. Seit 1833 hatte er Visionen und verfasste mehrere Schriften.

## Familie

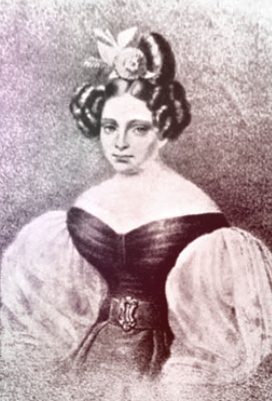
Jeanne Frédérique Einert

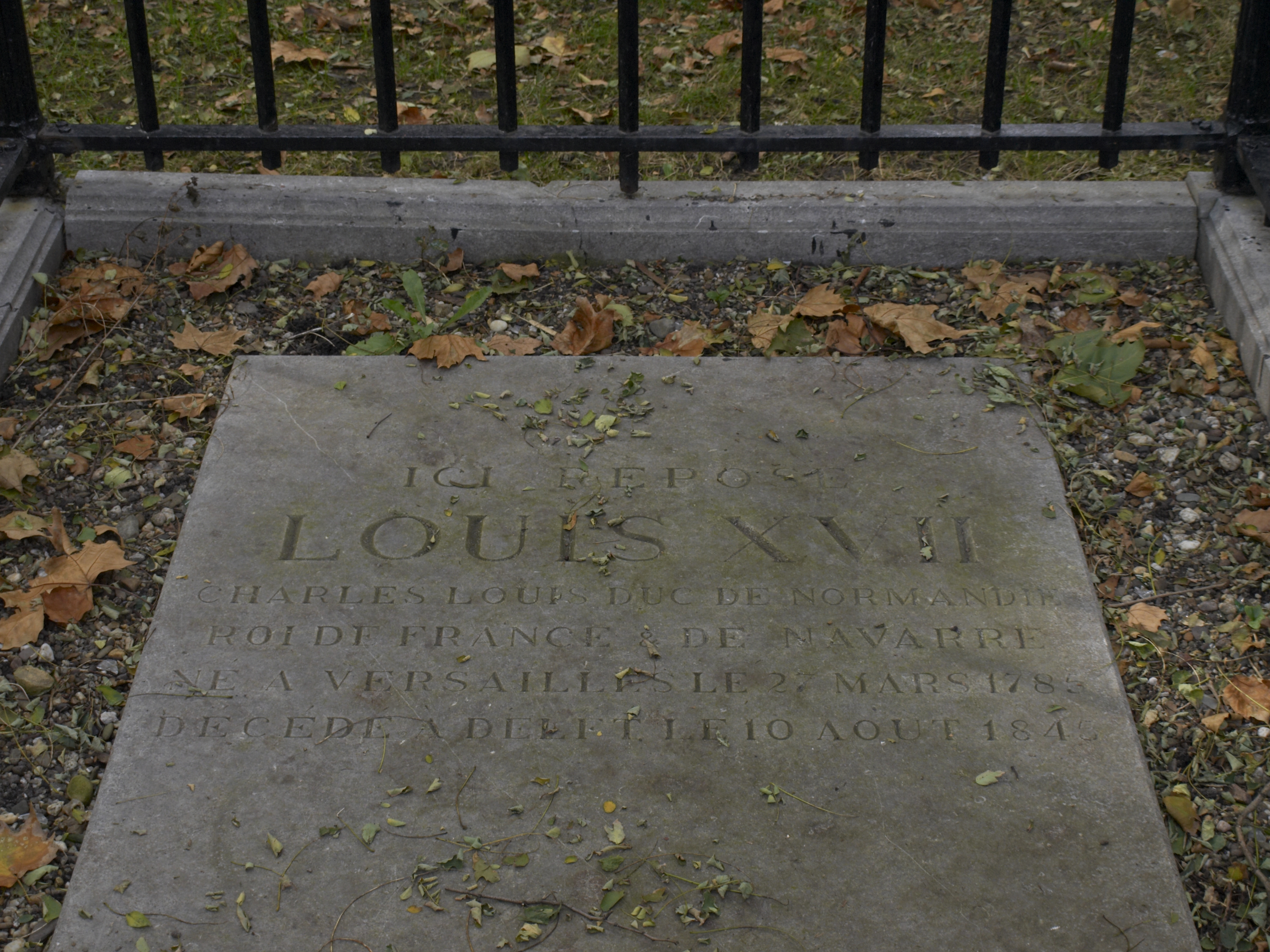
Grabplatte

Naundorff war seit dem 18. Oktober 1818 mit Jeanne Frédérique (geborene Einert) verheiratet, einer Tochter von Charles-Frédéric Einert und Marie-Louise (geborene Stendel). Das Paar hatte neun Kinder:
- Amélie Naundorff (1819–1891)
- Charles-Édouard Naundorff (1821–1866)
- Berthe Naundorff (1823–1825)
- Marie-Thérèse Naundorff (1829–1893)
- Louis-Charles Naundorff (1831–1899)
- Charles-Edmond Naundorff (1833–1883)
- Marie-Thérèse Naundorff (1835–1908)
- Adelberth Naundorff (1840–1887)
- Ange-Emmanuel Naundorff (1843–1878)

Die französische Nazi-Kollaborateurin und Zuhälterin Andrée Cotillon (gestorben 1944 in Saint-Denis-Catus) wurde durch eine von ihr bezahlte und von einem Gericht bestätigte Adoption 1937 „Prinzessin de Bourbon-Naundorff“.

## Forschung
Am 27. Oktober 2004 wurde eine Exhumierung Naundorffs in Delft durchgeführt, um Material für einen Gentest zu entnehmen. Bereits im Jahr 1950 hatte es eine Graböffnung gegeben und bei beiden war Charles de Bourbon, ein Nachfahre Naundorffs, zugegen. Frühere Analysen des Historikers Alain Decaux hatten zunächst anhand einer Haarprobe angeblich den Beweis geliefert, dass Naundorffs Behauptung stimmte. Die damaligen Möglichkeiten waren jedoch noch sehr ungenau und das Ergebnis wurde 1951 nach einer weiteren Analyse relativiert. Im Jahr 1998 wurden weitere Untersuchungen durchgeführt, die zu dem Schluss kamen, dass Naundorffs sterbliche Überreste nicht die des Dauphin Louis XVII. seien. Um sicherzugehen, wurden diese Untersuchungen unabhängig voneinander von zwei renommierten Wissenschaftlern durchgeführt. Der eine war Jean-Jacques Cassiman, Professor für Genetik an der belgischen Universiteit Leuven, der andere war Ernst Brinkmann, der die Untersuchung an der Universität in Nantes leitete. Die belgischen und deutschen Forscher stellten anhand von gentechnischen Vergleichen der Herz-DNA mit Erbsubstanz von weiteren, heute lebenden Nachkommen Maria Theresias fest, dass das Herz tatsächlich Ludwig XVII. gehörte, womit die Angelegenheit endgültig zuungunsten von Naundorff geklärt wäre. Mit dieser Aussage geben sich die Nachfahren nicht zufrieden, da sie bezweifeln, dass das Herz in St. Denis tatsächlich das des Dauphin ist und nicht vielleicht stattdessen von seinem Bruder, Louis Joseph (1781–1789), der auf Schloss Meudon starb, stammen könnte. Naundorff soll zudem einige Merkmale gehabt haben, die mit denen Ludwigs XVII. übereinstimmten: die Narbe an der Lippe, das Muttermal am Schenkel, die vorstehenden Zähne und das Triangelmal der Impfung.
Im Jahr 2012 wurden von Gérard Lucotte und Bruno Roy-Henry Untersuchungen von DNA-Proben von Hugues de Bourbon, dem Sohn von Charles de Bourbon, durchgeführt. Dabei wurden die besonderen Merkmale des Y-Chromosoms beider Familien verglichen. Im März 2014 veröffentlichten die beiden Forscher die Ergebnisse ihrer Analysen. Sie kamen zu dem Schluss, dass sich bei den Naundorffs viele der individuellen Marker des Y-Chromosoms fänden, die auch bei den Bourbonen vorhanden seien. Somit würden sie zu einer Familie gehören. Die Gültigkeit dieser These wird von der wissenschaftlichen Gemeinschaft weitgehend in Frage gestellt.

## Schriften (Auswahl)
- Louis XVII. lebt! Memoiren Carl Louis, Herzogs der Normandie, legitimen Königs von Frankreich – von seinem Eintritt in den Tempel 1792, bis auf die neueste Zeit – mit einer Vorrede des Prinzen, authentischen Briefen und historischen Erläuterungen nach dem in London als Manuscript gedruckten Originale. Literarisches Museum, Leipzig 1835, OCLC 793154677.
- La vie du véritable fils de Louis XVI, duc de Normandie, écrite par lui-même. Paris 1836, OCLC 420035681 (französisch).
  - Leben des wahren Sohnes Ludwigs des Sechzehnten, Herzogs der Normandie, dargestellt von ihm selbst. Guben Eduard Meyer, Cottbus 1837, OCLC 1002249859.
- Pétition à la Chambre des députés du 21 janvier 1838. Armand, London 1838, OCLC 179861653 (französisch).
- Otto Friederichs (Hrsg.): Correspondance intime et inédite avec sa famille 1834–1838. Band 1: 1834. Daragon, Paris 1904, OCLC 633509970 (französisch).
- Otto Friederichs (Hrsg.): Correspondance intime et inédite avec sa famille 1834–1838. Band 2: 1835–1838. Daragon, Paris 1905, OCLC 633509987 (französisch).